# Северохальмахерские языки
Северохальмахерские языки (тернате-хальмахера языки) — семья папуасских языков, входящих в филу западнопапуасских языков. Языки распространены на севере острова Хальмахера (Молуккские острова, территория Индонезии) и на ближайших островах (Моротай, Тернате, Тидоре и др.) среди северохальмахерских народов. Общее число говорящих 350 тыс. чел.

## Состав семьи
Внутри семьи северохальмахерских языков выделяется 3 группы:
- хальмахерская группа
  - лода (лолода)
  - тобело (тобела)
  - тобару (табару)
  - пагу
  - кау
  - исам
  - модоле (мадоле)
  - галела
- группа джаилоло
  - вайоли (вай)
  - саху
  - ибу (вымерший),
- островная группа
  - тернате
  - тидоре (тидор).
- язык западный макиан (макиан-луар).

Языки кау и исам иногда рассматриваются как диалекты языка пагу. Языки вайоли и саху иногда объединяют в один язык.

## Фонетика
Отличительная черта семьи северохальмахерских языков — структурно-типологическое единство входящих в неё языков. Фонологическая система характеризуется довольно развитым консонантизмом (4 ряда смычных, более бедно представлены фрикативные, развитая система сонантов) и вокализмом (обычно пятифонемным, некоторые языки, например тобело, имеют противопоставление по долготе-краткости). Характерны переход s > h, мена l/r, метатезы (ср. лода boloto ~ пагу botolo). Практически не встречается скоплений согласных; в конце слова лишь немногие языки допускают согласные (пагу), в других языках конечный согласный утратился (галела, тернате) или после него появился тот же гласный, что и перед ним (тобело, модоле, тобару, лода).
Существуют регулярные фонетические соответствия, например галела d (т. н. супрадентальное d) ~ тобело ll (описывается как звук, промежуточный между d и l) ~ модоле, тобару d ~ тернате h ~ пагу j ~ саху r; саху, модоле ' ~ в других языках k.

## Грамматика
Порядок слов характерен для папуасских языков: SOV.

### Существительные
Для существительных характерна категория рода: противопоставляются личные (обозначающие взрослых людей) и неличные (обозначающие всё остальное) существительные, среди личных противопоставляются существительные муж./жен. рода. О наличии категории рода свидетельствует употребление различных личных (3 л. ед. и мн. числа), притяжательных и в некоторых языках вопросительных и указательных местоимений; различные формы числительных 3, 4, в некоторых языках также 2, 5, 6 при личных/неличных существительных; различие артиклей перед именами собственными и терминами кровного родства (например, галела o Bisi — имя мужчины, o ngo Bisi — имя женщины); синтаксические конструкции с числительными (при личных существительных между существительным и числительным появляется особый объектный показатель). Представлен характерный для папуасских языков способ выражения принадлежности по схеме: «обладатель — притяжательное местоимение (согласуется в роде с обладателем) — объект обладания», например тобело o bereki ami tau 'дом старухи', буквально — 'старуха её дом'.

### Прилагательные и глаголы
Прилагательное спрягается аналогично глаголу и поэтому иногда не выделяется в особую часть речи.
Глагол имеет развитую систему спряжения: непереходные глаголы согласуются с субъектом, а переходные также и с объектом — по лицам и числам, внутри 3 лица происходит согласование по роду (личный муж./личный жен./неличный — в ед. ч., личный/неличный — во мн. ч.); в 1 л. мн. ч. противопоставлены эксклюзив и инклюзив. согласование осуществляется с помощью препозитивных частиц местоименного характера; показатель объекта помещается после показателя субъекта и может сливаться с ним в одно слово. Существует категория залога: различаются так называемые прямо-переходные и косвенно-переходные формы; в первом случае прямым дополнением в предложении является объект действия, во втором — лицо (предмет), в чьих интересах совершается действие, например галела o tahu ta aka 'я строю дом', букв. 'дом я его строю' (ta — результат слияния показателей to и a), но o tahu to mi gaka 'я строю ей дом', букв. 'дом я её строю'. Косвенно-переходные формы образуются от прямо-переходных путём различного рода изменений начальной части глагольного корня: начальные глухие смычные озвончаются, f изменяется в b; h, w и d — в ng; если корень начинается на гласную, то к ней добавляется префикс ng, иногда — g; все это позволяет реконструировать носовой префикс (*ng-), с помощью которого первоначально образовывались косвенно-переходные формы от всех глаголов.
Система глагола характеризуется также продуктивным способом образования переходных глаголов от непереходных с помощью препозитивной объектной частицы о и префиксации *ng-. От некоторых непереходных глаголов переходные глаголы (обычно каузативы) образуются также с помощью препозитивной частицы а или префикса si- (hi-). Система видо-временных противопоставлений более бедна, чем в большинстве папуасских языков. Причастные формы отсутствуют.
Словообразование в системе глагола осуществляется чаще с помощью префиксов; наиболее типичны префиксы si- (hi-) с каузативным или фреквентативным (многократности) значением, do- (локативный префикс), tobo- (указывает на постоянное или длительное время существующее качество). При образовании существительных от глаголов продуктивные способы — редупликация основы (чаще частичная) и/или префиксация *ng. Характерны сложные слова, образованные из существительного и прилагательного.
Характерно наличие послелогов при почти полном отсутствии предлогов; многие послелоги могут функционировать как самостоятельные глаголы, обозначающие движение в соответствующем направлении, или выступать при глаголах в качестве суффиксов, обозначающих направление действия.
Среди северохальмахерских языков наиболее архаичную стадию развития представляют галела и пагу (последний сохранил конечные согласные и т. п.), наибольшие изменения в своём развитии претерпел тернате, который под влиянием австронезийских языков утратил многие существенные черты, характеризующие северохальмахерские языки в целом: постпозицию глагола (в тернате дополнение помещается после глагола), спряжение прилагательных, наличие послелогов (в тернате используются предлоги), препозицию обладателя в притяжательной конструкции (в тернате — постпозиция).

### Числительные
Специфической особенностью системы числительных является наличие у некоторых числительных различных форм, употребление которых зависит от грамматического рода существительных. Десятичная система счисления сложилась, по-видимому, под влиянием австронезийских языков; предполагается, что ей предшествовала пятеричная или двадцатеричная система.

## Лексика
В лексике имеется большое количество заимствований из австронезийских языков.

## История изучения
Изучение северохальмахерских языков было начато во второй половине XIX — начале XX в. нидерландскими миссионерами А. Хюэтингом, Й. Фортгенсом, Х. Э. Х. Элленом и другими. В 1915 появился фундаментальный труд Х. ван дер Вена, в котором доказан неавстронезийский характер северохальмахерских языков и выдвинута гипотеза о их родстве с папуасскими языками. В 50-х гг. Х. К. Я. Кован выдвинул гипотезу о родстве северохальмахерских языков с языками полуострова Чендравасих (Вогелкоп, Новая Гвинея).